# Pommerscher Schneeapfel
Pommerscher Schneeapfel, auch Pommersdorfer Schneeapfel, ist eine Apfelsorte, die vor 1900 in Neuvorpommern verbreitet war.
Die Frucht wird im September geerntet und ist zwischen September und Februar genussreif. Der Apfel hat weißes Fruchtfleisch. Er ist groß bis sehr groß, grobzellig, saftig mit ausgeglichenem Zucker-Säure-Verhältnis. Seine Ansprüche an den Boden sind gering.